# Ба
Ба је насеље у Србији у општини Љиг у Колубарском округу. Налази се на 20 km од Бање Врујци, на југоисточним падинама Сувобора под самим Рајцем. Село је бачког типа, каква су и села у окружењу. Према попису из 2022. било је 426 становника.

## Географија
Село Ба се налази у врху долине Врела, на падинама и обалама лево и десно од реке. Изнад Врела дижу се врло стрми одсеци планине Сувобор. На овим одсецима, према северу избија из кречњака јако крашко врело. Само извориште и поток, који из њега настаје су познати у народу под именом Врело. Атар села Ба је брдско-планинске природе. Сам одсек из кога извире Врело се налази на надморској висини од 350м и веома је стрм.

## Историја
Сељани, Башани, су показивали на место где се у „немањићко доба” топила руда. Ту би требало да су радили и немачки Саси, претпостављало се да назив села потиче од „бах” тј. поток. На Сувобору је вођена Колубарска битка 1914. Када је штитаста ваш уништила шљивике, Башани су почели да експлоатишу гранит из Грађеника, „за калдрмисање Београда и интернационалног пута”.
Од 1970. изворишта Врела користи се за водовод, на око 50 метара низводно налази се контролно водоводна зграда, поред самог пута. Недалеко одатле налази се сеоска црква, која је изграђена 1873. и посвећена је Св. пророку Илији. Сами одсеци су обрасли густом лишћарском шумом. У близини изворишта Врела изграђен је рибњак за калифорнијску пастрмку. На изворишту Врела су током 19. века и у првој половини 20. века налазило у низу неколико воденица. Од тих воденица, крајем 20. века остала је само једна. Преко одсека изграђен је макадамски пут од села Ба до колибишта Срасла буква.
У селу је средином јануара 1944. године одржан Светосавски конгрес припадника Југословенске војске у отаџбини.
Године 1953. основано је предузеће „Кречњак” (данас у саставу „РЕИК - Колубара“), које се налази у самом центру села. Тада је отворен велики каменолом и кречана, која се налази око 150 метара изнад села, на стрмој кречњачкој страни. Становници села Ба су се масовно запошљавали у овом предузећу чиме је заустављена миграција село-град. Међутим, отварање каменолома утицало је на саму животну околину због свакодневног минирања, које је стварало велику буку и прашину чије наслаге су прекривале кровове кућа и крошње дрвећа.

## Демографија
У насељу Ба живи 485 пунолетних становника, а просечна старост становништва износи 43,6 година (42,9 код мушкараца и 44,3 код жена). У насељу има 170 домаћинстава, а просечан број чланова по домаћинству је 3,56.
Ово насеље је великим делом насељено Србима (према попису из 2002. године), а у последња три пописа, примећен је пад у броју становника.
|  |

| Демографија | Демографија | Демографија |
| Година      | Становника  | Становника  |
| ----------- | ----------- | ----------- |
| 1948.       | 1.005       |             |
| 1953.       | 979         |             |
| 1961.       | 956         |             |
| 1971.       | 867         |             |
| 1981.       | 760         |             |
| 1991.       | 694         | 686         |
| 2002.       | 605         | 612         |
| 2011.       | 477         |             |

| Етнички састав према попису из 2002.‍ | Етнички састав према попису из 2002.‍ | Етнички састав према попису из 2002.‍ | Етнички састав према попису из 2002.‍ | Етнички састав према попису из 2002.‍ |
| ------------------------------------ | ------------------------------------ | ------------------------------------ | ------------------------------------ | ------------------------------------ |
|                                      |                                      |                                      |                                      |                                      |
| Срби                                 | Срби                                 |                                      | 604                                  | 99,83%                               |
| непознато                            | непознато                            |                                      | 0                                    | 0,0%                                 |

| \| \| м \| \| \| ж \| \| ? \| 1 \| \| \| 0 \| \| 80+ \| 5 \| \| \| 9 \| \| 75—79 \| 12 \| \| \| 17 \| \| 70—74 \| 27 \| \| \| 20 \| \| 65—69 \| 24 \| \| \| 30 \| \| 60—64 \| 23 \| \| \| 22 \| \| 55—59 \| 16 \| \| \| 15 \| \| 50—54 \| 16 \| \| \| 15 \| \| 45—49 \| 24 \| \| \| 22 \| \| 40—44 \| 23 \| \| \| 18 \| \| 35—39 \| 20 \| \| \| 19 \| \| 30—34 \| 12 \| \| \| 23 \| \| 25—29 \| 15 \| \| \| 17 \| \| 20—24 \| 20 \| \| \| 13 \| \| 15—19 \| 20 \| \| \| 17 \| \| 10—14 \| 24 \| \| \| 18 \| \| 5—9 \| 15 \| \| \| 15 \| \| 0—4 \| 8 \| \| \| 10 \| \| Просек : \| 42,9 \| \| \| 44,3 \| |      |  |  |      |
| |      |  |  |      |
| | м    |  |  | ж    |
| ? | 1    |  |  | 0    |
| 80+ | 5    |  |  | 9    |
| 75—79 | 12   |  |  | 17   |
| 70—74 | 27   |  |  | 20   |
| 65—69 | 24   |  |  | 30   |
| 60—64 | 23   |  |  | 22   |
| 55—59 | 16   |  |  | 15   |
| 50—54 | 16   |  |  | 15   |
| 45—49 | 24   |  |  | 22   |
| 40—44 | 23   |  |  | 18   |
| 35—39 | 20   |  |  | 19   |
| 30—34 | 12   |  |  | 23   |
| 25—29 | 15   |  |  | 17   |
| 20—24 | 20   |  |  | 13   |
| 15—19 | 20   |  |  | 17   |
| 10—14 | 24   |  |  | 18   |
| 5—9 | 15   |  |  | 15   |
| 0—4 | 8    |  |  | 10   |
| Просек : | 42,9 |  |  | 44,3 |

| Година пописа     | 1948. | 1953. | 1961. | 1971. | 1981. | 1991. | 2002. |
| ----------------- | ----- | ----- | ----- | ----- | ----- | ----- | ----- |
| Број домаћинстава | 170   | 178   | 194   | 202   | 196   | 179   | 170   |

| Број чланова      | 1  | 2  | 3  | 4  | 5  | 6  | 7 | 8 | 9 | 10 и више | Просек |
| ----------------- | -- | -- | -- | -- | -- | -- | - | - | - | --------- | ------ |
| Број домаћинстава | 27 | 40 | 16 | 28 | 23 | 31 | 3 | 2 | 0 | 0         | 3,56   |

| Пол    | Укупно | Неожењен/Неудата | Ожењен/Удата | Удовац/Удовица | Разведен/Разведена | Непознато |
| ------ | ------ | ---------------- | ------------ | -------------- | ------------------ | --------- |
| Мушки  | 258    | 61               | 172          | 20             | 5                  | 0         |
| Женски | 257    | 31               | 172          | 53             | 1                  | 0         |
| УКУПНО | 515    | 92               | 344          | 73             | 6                  | 0         |

| Пол    | Укупно                    | Пољопривреда, лов и шумарство | Рибарство                            | Вађење руде и камена | Прерађивачка индустрија       |
| ------ | ------------------------- | ----------------------------- | ------------------------------------ | -------------------- | ----------------------------- |
| Мушки  | 130                       | 17                            | 0                                    | 78                   | 6                             |
| Женски | 64                        | 41                            | 0                                    | 10                   | 1                             |
| Укупно | 194                       | 58                            | 0                                    | 88                   | 7                             |
|        |                           |                               |                                      |                      |                               |
| Пол    | Производња и снабдевање   | Грађевинарство                | Трговина                             | Хотели и ресторани   | Саобраћај, складиштење и везе |
| Мушки  | 5                         | 4                             | 3                                    | 2                    | 8                             |
| Женски | 0                         | 0                             | 3                                    | 1                    | 0                             |
| Укупно | 5                         | 4                             | 6                                    | 3                    | 8                             |
|        |                           |                               |                                      |                      |                               |
| Пол    | Финансијско посредовање   | Некретнине                    | Државна управа и одбрана             | Образовање           | Здравствени и социјални рад   |
| Мушки  | 0                         | 0                             | 2                                    | 0                    | 0                             |
| Женски | 0                         | 1                             | 0                                    | 5                    | 0                             |
| Укупно | 0                         | 1                             | 2                                    | 5                    | 0                             |
|        |                           |                               |                                      |                      |                               |
| Пол    | Остале услужне активности | Приватна домаћинства          | Екстериторијалне организације и тела | Непознато            | Непознато                     |
| Мушки  | 0                         | 0                             | 0                                    | 5                    | 5                             |
| Женски | 0                         | 0                             | 0                                    | 2                    | 2                             |
| Укупно | 0                         | 0                             | 0                                    | 7                    | 7                             |